# Molophilus vividus
Molophilus vividus är en tvåvingeart som beskrevs av Alexander 1931. Molophilus vividus ingår i släktet Molophilus och familjen småharkrankar. Inga underarter finns listade i Catalogue of Life.